# Hart of Dixie/Episodenliste

Logo zur Serie

Diese Episodenliste enthält alle Episoden der US-amerikanischen Dramaserie Hart of Dixie, sortiert nach der US-amerikanischen Erstausstrahlung. Zwischen 2011 und 2015 entstanden in vier Staffeln insgesamt 76 Episoden mit einer Länge von jeweils etwa 42 Minuten.

## Übersicht
| Staffel | Episodenanzahl | Erstausstrahlung USA | Erstausstrahlung USA | Deutschsprachige Erstausstrahlung | Deutschsprachige Erstausstrahlung |
| Staffel | Episodenanzahl | Staffelpremiere      | Staffelfinale        | Staffelpremiere                   | Staffelfinale                     |
| ------- | -------------- | -------------------- | -------------------- | --------------------------------- | --------------------------------- |
| 1       | 22             | 26. September 2011   | 14. Mai 2012         | 8. April 2013                     | 2. September 2013                 |
| 2       | 22             | 2. Oktober 2012      | 7. Mai 2013          | 9. September 2013                 | 13. Januar 2014                   |
| 3       | 22             | 7. Oktober 2013      | 16. Mai 2014         | 3. März 2014                      | 21. Juli 2014                     |
| 4       | 10             | 15. Dezember 2014    | 27. März 2015        | 17. November 2015                 | 15. Dezember 2015                 |

## Staffel 1
Die Erstausstrahlung der ersten Staffel war vom 26. September 2011 bis zum 14. Mai 2012 auf dem US-amerikanischen Sender The CW zu sehen. Die deutschsprachige Erstausstrahlung sendete der deutsche Free-TV-Sender sixx vom 8. April bis zum 2. September 2013.
| Nr. (ges.) | Nr. (St.) | Deutscher Titel                 | Originaltitel                | Erstausstrahlung USA | Deutschsprachige Erstausstrahlung (D) | Regie                | Drehbuch          | Quoten (USA) |
| ---------- | --------- | ------------------------------- | ---------------------------- | -------------------- | ------------------------------------- | -------------------- | ----------------- | ------------ |
| 1          | 1         | Sweet Home Alabama              | Pilot                        | 26. Sep. 2011        | 8. Apr. 2013                          | Jason Ensler         | Leila Gerstein    | 1,88 Mio.    |
| 2          | 2         | Die große Parade                | Parades & Pariahs            | 3. Okt. 2011         | 8. Apr. 2013                          | Jason Ensler         | Leila Gerstein    | 1,75 Mio.    |
| 3          | 3         | Falsche Lorbeeren               | Gumbo & Glory                | 10. Okt. 2011        | 15. Apr. 2013                         | Andrew McCarthy      | David Babcock     | 1,57 Mio.    |
| 4          | 4         | Hitzewelle                      | In Havoc & In Heat           | 17. Okt. 2011        | 22. Apr. 2013                         | David Paymer         | Rina Mimoun       | 1,65 Mio.    |
| 5          | 5         | Glaube und Untreue              | Faith & Infidelity           | 24. Okt. 2011        | 29. Apr. 2013                         | Ron Lagomarsino      | Debra Fordham     | 2,01 Mio.    |
| 6          | 6         | Der Geist des Leon Mercy        | The Undead & The Unsaid      | 7. Nov. 2011         | 6. Mai 2013                           | Tom Amandes          | Donald Todd       | 1,45 Mio.    |
| 7          | 7         | Das Schildkrötenrennen          | The Crush & The Crossbow     | 14. Nov. 2011        | 13. Mai 2013                          | David Paymer         | Donald Todd       | 1,62 Mio.    |
| 8          | 8         | Bluebells Party-Gesetze         | Homecoming & Coming Home     | 21. Nov. 2011        | 27. Mai 2013                          | Jeremiah Chechik     | Rina Mimoun       | 1,77 Mio.    |
| 9          | 9         | Käpt’n Ohnebart                 | The Pirate & the Practice    | 28. Nov. 2011        | 3. Juni 2013                          | Joe Lazarov          | Debra Fordham     | 1,90 Mio.    |
| 10         | 10        | Zoe vs Lemon                    | Hairdos & Holidays           | 5. Dez. 2011         | 10. Juni 2013                         | David Paymer         | David Babcock     | 1,81 Mio.    |
| 11         | 11        | Der Fluch der Zigeunerin        | Hell’s Belles                | 23. Jan. 2012        | 17. Juni 2013                         | Janice Cooke Leonard | Donald Todd       | 1,23 Mio.    |
| 12         | 12        | Mätressen und Missverständnisse | Mistress & Misunderstandings | 30. Jan. 2012        | 24. Juni 2013                         | Jim Haymen           | Beth Schwartz     | 1,54 Mio.    |
| 13         | 13        | Zoe vs Wade                     | Sweetie Pies & Sweaty Palms  | 6. Feb. 2012         | 1. Juli 2013                          | Patrick Norris       | Leila Gerstein    | 1,52 Mio.    |
| 14         | 14        | Aliens                          | Aliens & Aliases             | 13. Feb. 2012        | 8. Juli 2013                          | Tom Amandes          | Debra Fordham     | 1,64 Mio.    |
| 15         | 15        | Schnee in Bluebell              | Snowflakes & Soulmates       | 20. Feb. 2012        | 15. Juli 2013                         | Andy Wolk            | David Babcock     | 1,57 Mio.    |
| 16         | 16        | Mann des Jahres                 | Tributes & Triangles         | 27. Feb. 2012        | 22. Juli 2013                         | Joe Lazarov          | Michelle Paradise | 1,41 Mio.    |
| 17         | 17        | Hoher Besuch                    | Heart to Hart                | 9. Apr. 2012         | 29. Juli 2013                         | Tim Matheson         | Rina Mimoun       | 1,20 Mio.    |
| 18         | 18        | Junggesellinnen und Jäger       | Bachelorettes & Bullets      | 16. Apr. 2012        | 5. Aug. 2013                          | Patrick Norris       | Donald Todd       | 1,37 Mio.    |
| 19         | 19        | Carpe Diem                      | Destiny & Denial             | 23. Apr. 2012        | 12. Aug. 2013                         | David Paymer         | Leila Gerstein    | 1,28 Mio.    |
| 20         | 20        | Der Wettkampf und die Beziehung | The Race & the Relationship  | 30. Apr. 2012        | 19. Aug. 2013                         | Ron Lagomarsino      | Alex Katsnelson   | 1,39 Mio.    |
| 21         | 21        | Notfälle und Notfallübungen     | Disaster Drills & Departures | 7. Mai 2012          | 26. Aug. 2013                         | Jeremiah Chechik     | Donald Todd       | 1,37 Mio.    |
| 22         | 22        | Der große Tag                   | The Big Day                  | 14. Mai 2012         | 2. Sep. 2013                          | Tim Matheson         | Leila Gerstein    | 1,60 Mio.    |

## Staffel 2
Die Erstausstrahlung der zweiten Staffel war vom 2. Oktober 2012 bis zum 7. Mai 2013 auf dem US-amerikanischen Sender The CW zu sehen. Die deutschsprachige Erstausstrahlung sendete der deutsche Free-TV-Sender sixx vom 9. September 2013 bis zum 13. Januar 2014.
| Nr. (ges.) | Nr. (St.) | Deutscher Titel             | Originaltitel                           | Erstausstrahlung USA | Deutschsprachige Erstausstrahlung (D) | Regie            | Drehbuch                         | Quoten (USA) |
| ---------- | --------- | --------------------------- | --------------------------------------- | -------------------- | ------------------------------------- | ---------------- | -------------------------------- | ------------ |
| 23         | 1         | Ende und Anfang             | I Fall to Pieces                        | 2. Okt. 2012         | 9. Sep. 2013                          | Tim Matheson     | Leila Gerstein                   | 1,53 Mio.    |
| 24         | 2         | Immer in meinen Gedanken    | Always on My Mind                       | 9. Okt. 2012         | 16. Sep. 2013                         | Anton Cropper    | Carter Covington                 | 1,19 Mio.    |
| 25         | 3         | Viele Wege führen zum Glück | If It Makes You Happy                   | 16. Okt. 2012        | 23. Sep. 2013                         | Elodie Keene     | Alex Taub                        | 1,40 Mio.    |
| 26         | 4         | Der große Wahlkampf         | Suspicious Minds                        | 23. Okt. 2012        | 30. Sep. 2013                         | John Stephens    | Jamie Gorenberg                  | 1,32 Mio.    |
| 27         | 5         | Schlafwandler               | Walkin’ After Midnight                  | 30. Okt. 2012        | 7. Okt. 2013                          | Joe Lazarov      | Veronica Becker & Sarah Kucserka | 1,41 Mio.    |
| 28         | 6         | Verbrüderung mit dem Feind  | I Walk the Line                         | 13. Nov. 2012        | 14. Okt. 2013                         | Tim Matheson     | Donald Todd                      | 1,62 Mio.    |
| 29         | 7         | Romantik                    | Baby, Don’t Get Hooked on Me            | 20. Nov. 2012        | 21. Okt. 2013                         | Michael Schultz  | Carter Covington                 | 1,23 Mio.    |
| 30         | 8         | Der Headhunter              | Achy Breaky Hearts                      | 27. Nov. 2012        | 28. Okt. 2013                         | Janice Cooke     | Alex Taub                        | 1,34 Mio.    |
| 31         | 9         | Funkenflug                  | Sparks Fly                              | 4. Dez. 2012         | 4. Nov. 2013                          | Norman Buckley   | Jamie Gorenberg                  | 1,60 Mio.    |
| 32         | 10        | Das Fest der Liebe          | Blue Christmas                          | 11. Dez. 2012        | 11. Nov. 2013                         | Patrick Norris   | Leila Gerstein                   | 1,41 Mio.    |
| 33         | 11        | Wutprobe                    | Old Alabama                             | 15. Jan. 2013        | 18. Nov. 2013                         | David Paymer     | Veronica Becker & Sarah Kucserka | 1,37 Mio.    |
| 34         | 12        | Das Vierer-Date             | Islands In the Stream                   | 22. Jan. 2013        | 18. Nov. 2013                         | Joe Lazarov      | Donald Todd                      | 1,45 Mio.    |
| 35         | 13        | Liebeskrank                 | Lovesick Blues                          | 29. Jan. 2013        | 18. Nov. 2013                         | Ron Lagomarsino  | Alex Taub                        | 1,32 Mio.    |
| 36         | 14        | Lemon 2.0                   | Take Me Home, Country Roads             | 5. Feb. 2013         | 18. Nov. 2013                         | Jeremiah Chechik | Carter Covington                 | 1,44 Mio.    |
| 37         | 15        | Unter Druck                 | The Gambler                             | 19. Feb. 2013        | 25. Nov. 2013                         | Jim Hayman       | Dan Steele                       | 1,37 Mio.    |
| 38         | 16        | Wahre Gefährten             | Where I Lead Me                         | 26. Feb. 2013        | 2. Dez. 2013                          | Kevin Mock       | Leila Gerstein                   | 1,38 Mio.    |
| 39         | 17        | Hass und Trauer             | We Are Never Ever Getting Back Together | 5. März 2013         | 9. Dez. 2013                          | David Paymer     | Jamie Gorenberg                  | 1,50 Mio.    |
| 40         | 18        | Spring Break in Bluebell    | Why Don’t We Get Drunk?                 | 9. Apr. 2013         | 16. Dez. 2013                         | Rebecca Asher    | Veronica Becker & Sarah Kucserka | 1,20 Mio.    |
| 41         | 19        | Der Kuss                    | This Kiss                               | 16. Apr. 2013        | 23. Dez. 2013                         | Bethany Rooney   | Leila Gerstein                   | 1,30 Mio.    |
| 42         | 20        | Die große Manipulatorin     | If Tomorrow Never Comes                 | 23. Apr. 2013        | 30. Dez. 2013                         | Jim Hayman       | Alex Taub                        | 1,10 Mio.    |
| 43         | 21        | Drama-Queen                 | I’m Moving On                           | 30. Apr. 2013        | 6. Jan. 2014                          | Janice Cooke     | Donald Todd                      | 1,20 Mio.    |
| 44         | 22        | Neue Wege                   | On the Road Again                       | 7. Mai 2013          | 13. Jan. 2014                         | Tim Matheson     | Leila Gerstein & Len Goldstein   | 1,19 Mio.    |

## Staffel 3
Die Erstausstrahlung der dritten Staffel war vom 7. Oktober 2013 bis zum 16. Mai 2014 auf dem US-amerikanischen Sender The CW zu sehen. Die deutschsprachige Erstausstrahlung sendete der deutsche Free-TV-Sender sixx vom 3. März bis zum 21. Juli 2014.
| Nr. (ges.) | Nr. (St.) | Deutscher Titel             | Originaltitel                     | Erstausstrahlung USA | Deutschsprachige Erstausstrahlung (D) | Regie                | Drehbuch                       | Quoten (USA) |
| ---------- | --------- | --------------------------- | --------------------------------- | -------------------- | ------------------------------------- | -------------------- | ------------------------------ | ------------ |
| 45         | 1         | Heimkehr                    | Who Says You Can’t Go Home        | 7. Okt. 2013         | 3. März 2014                          | Bethany Rooney       | Leila Gerstein                 | 1,03 Mio.    |
| 46         | 2         | Der große Unbekannte        | Friends in Low Places             | 14. Okt. 2013        | 3. März 2014                          | Elodie Keene         | Sheila Lawrence                | 1,06 Mio.    |
| 47         | 3         | Auf Südstaatenart           | Take This Job and Shove It        | 21. Okt. 2013        | 3. März 2014                          | Jim Hayman           | Alex Taub                      | 1,05 Mio.    |
| 48         | 4         | Ein unvergesslicher Abend   | Help Me Make It Through the Night | 28. Okt. 2013        | 10. März 2014                         | Tim Matheson         | Jamie Gorenberg                | 1,05 Mio.    |
| 49         | 5         | 13 Prozent!                 | How Do You Like Me Now?           | 4. Nov. 2013         | 17. März 2014                         | David Paymer         | Sarah Kucserka & Veronica West | 1,00 Mio.    |
| 50         | 6         | Familienbande               | Family Tradition                  | 11. Nov. 2013        | 24. März 2014                         | Jim Hayman           | Dan Steele                     | 1,11 Mio.    |
| 51         | 7         | Das Ultimatum               | I Run To You                      | 18. Nov. 2013        | 31. März 2014                         | Brandi Bradburn      | Sheila Lawrence                | 1,03 Mio.    |
| 52         | 8         | Wunder geschehen            | Miracles                          | 25. Nov. 2013        | 7. Apr. 2014                          | David Paymer         | Leila Gerstein                 | 1,01 Mio.    |
| 53         | 9         | Wir brauchen einen Skandal! | Something to Talk About           | 13. Jan. 2014        | 14. Apr. 2014                         | Mary Lou Belli       | Alex Taub                      | 1,19 Mio.    |
| 54         | 10        | Der Star der Show           | Star of the Show                  | 20. Jan. 2014        | 28. Apr. 2014                         | John Stephens        | Kendall Sand                   | 1,00 Mio.    |
| 55         | 11        | Die allerletzte Chance      | One More Last Chance              | 27. Jan. 2014        | 5. Mai 2014                           | Kevin Mock           | Jamie Gorenberg                | 1,16 Mio.    |
| 56         | 12        | Ein richtig knallharter Typ | Should’ve Been a Cowboy           | 3. Feb. 2014         | 12. Mai 2014                          | Les Butler           | Sarah Kucserka & Veronica West | 1,21 Mio.    |
| 57         | 13        | Zwischen den Stühlen        | Act Naturally                     | 10. Feb. 2014        | 19. Mai 2014                          | Patrick Norris       | Dan Steele                     | 1,04 Mio.    |
| 58         | 14        | Lemons Rückkehr             | Here You Come Again               | 21. März 2014        | 26. Mai 2014                          | Janice Cooke         | Sheila Lawrence                | 1,03 Mio.    |
| 59         | 15        | Duell in Bluebell           | Ring of Fire                      | 28. März 2014        | 2. Juni 2014                          | Kevin Mock           | Alex Taub                      | 0,94 Mio.    |
| 60         | 16        | Fernbeziehung               | Carrying Your Love with Me        | 4. Apr. 2014         | 16. Juni 2014                         | Tim Matheson         | Leila Gerstein                 | 0,73 Mio.    |
| 61         | 17        | Verflucht!                  | A Good Run of Bad Luck            | 11. Apr. 2014        | 23. Juni 2014                         | Ricardo Mendez Matta | Sarah Kucserka & Veronica West | 0,81 Mio.    |
| 62         | 18        | Das Männer-Heilfasten       | Back in the Saddle Again          | 18. Apr. 2014        | 30. Juni 2014                         | Rebecca Asher        | Kendall Sand                   | 0,80 Mio.    |
| 63         | 19        | Der bessere Mann            | A Better Man                      | 25. Apr. 2014        | 7. Juli 2014                          | David Paymer         | Jamie Gorenberg                | 0,75 Mio.    |
| 64         | 20        | Ein unschlagbares Team      | Together Again                    | 2. Mai 2014          | 14. Juli 2014                         | Michael Schultz      | Sheila Lawrence & Dan Steeler  | 0,66 Mio.    |
| 65         | 21        | In der Falle                | Stuck                             | 9. Mai 2014          | 21. Juli 2014                         | Mary Lou Belli       | Alex Taub                      | 0,76 Mio.    |
| 66         | 22        | Alle Karten auf den Tisch   | Second Chance                     | 16. Mai 2014         | 21. Juli 2014                         | Bethany Rodney       | Leila Gerstein                 | 0,88 Mio.    |

## Staffel 4
Die Erstausstrahlung der vierten Staffel war vom 15. Dezember 2014 bis zum 27. März 2015 auf dem US-amerikanischen Sender The CW zu sehen. Die deutschsprachige Erstausstrahlung sendete der deutsche Pay-TV-Sender FOX vom 17. November bis zum 15. Dezember 2015.
| Nr. (ges.) | Nr. (St.) | Deutscher Titel           | Originaltitel       | Erstausstrahlung USA | Deutschsprachige Erstausstrahlung (D) | Regie                | Drehbuch                     | Quoten (USA) |
| ---------- | --------- | ------------------------- | ------------------- | -------------------- | ------------------------------------- | -------------------- | ---------------------------- | ------------ |
| 67         | 1         | Krawumm!                  | Kablang             | 15. Dez. 2014        | 17. Nov. 2015                         | David Paymer         | Leila Gerstein               | 1,22 Mio.    |
| 68         | 2         | Lockenwickler             | The Curling Iron    | 16. Jan. 2015        | 17. Nov. 2015                         | Michael Schultz      | April Blair                  | 1,14 Mio.    |
| 69         | 3         | Nacht der Erkenntnis      | The Very Good Bagel | 23. Jan. 2015        | 24. Nov. 2015                         | Richard W. Abramitis | Kendall Sand                 | 1,22 Mio.    |
| 70         | 4         | Shelby ist unschlagbar    | Red Dye #40         | 30. Jan. 2015        | 24. Nov. 2015                         | Bethany Rooney       | Tamar Laddy & Ari Posner     | 1,02 Mio.    |
| 71         | 5         | Ein Star im Rammer Jammer | Bar-Be-Q Burritos   | 6. Feb. 2015         | 1. Dez. 2015                          | Les Butler           | Adam Milch                   | 1,24 Mio.    |
| 72         | 6         | Echte Alabama Kerle       | Alabama Boys        | 20. Feb. 2015        | 1. Dez. 2015                          | Mary Lou Belli       | Leila Gerstein & April Blair | 1,21 Mio.    |
| 73         | 7         | Die Wahrheitsbombe        | The Butterstick Tab | 27. Feb. 2015        | 8. Dez. 2015                          | Ricardo Mendez Matta | Amy Roy                      | 1,19 Mio.    |
| 74         | 8         | Die Überraschungsparty    | 61 Candles          | 6. März 2015         | 8. Dez. 2015                          | Brandi Bradburn      | April Blair & Tamar Laddy    | 1,11 Mio.    |
| 75         | 9         | Die fünf Omen             | End of Days         | 20. März 2015        | 15. Dez. 2015                         | Tim Matheson         | Adam Milch & Kendall Sand    | 1,08 Mio.    |
| 76         | 10        | Ende gut, alles gut       | Bluebell            | 27. März 2015        | 15. Dez. 2015                         | David Payer          | Leila Gerstein               | 1,33 Mio.    |